# Бялополе (гмина)
Бялополе (пол. Białopole) — сельская гмина в Польше, входит как административная единица в Хелмский повет, Люблинское воеводство. Население — 3 066 человек (на 2016 год).
В период Царства Польского центром гмины было село Стшельце. Гмина Стшельце входила в Грубешовский уезд, Люблинской губернии. В 1870-х годах центр гмины переходит в село Белополье
В 1975—1998 годах гмина была в составе Хелмского воеводства.
Административным центром гмины является село Бялополе.
По состоянию на 30 июня 2013 года в гмине проживало 3171 человек.

## Охрана природы
На территории гмины находятся следующие заповедники:
- Заповедник «Седлище» — охраняются места гнездования малого подорлика, а также фрагменты натурального дубово-грабового леса;
- частично Заповедник «Лиски» — охраняются натурального происхождения заросли дубовые и дубово-сосновые.

## Структура поверхности
Согласно данным за 2002 год гмина Бялополе занимает площадь 103,57 км², в том числе:
- земли сельхозназначения — 60 %;
- леса — 35 %.

Гмина занимает 5,82 % площади повета.

## Демография
По данным на 30 июня 2013:
| Параметр                          | Всего | Всего | Женщин | Женщин | Мужчин | Мужчин |
| --------------------------------- | ----- | ----- | ------ | ------ | ------ | ------ |
|                                   | людей | %     | людей  | %      | людей  | %      |
| население                         | 3171  | 100   | 1585   | 49,99  | 1586   | 50,01  |
| плотность населения (жителей/км²) | 30,61 | 30,61 | 15,30  | 15,30  | 15,31  | 15,31  |

- Демографическая пирамида населения гмины в 2014 году[2].

## Населённые пункты
Солецтва
Бялополе, Бусьно, Гробельки, Курманув, Рациборовице, Стшельце.
Колонии
Бусенец, Забудново, Кицин, Рациборовице-Колония, Стшельце-Колония, Теремец, Тересин, Хорешковице.
Лесной хутор
Мазярня Стшелецкая.
Выселки
Богданувка, Бялополе-Колония, Заниже, Клинкерня, Ольшанка, Сьвидувка.

## Соседние гмины
1. Гмина Дубенка
2. Гмина Войславице
3. Гмина Жмудзь
4. Гмина Ухане
5. Гмина Хородло
6. Гмина Хрубешув (сельская гмина)